# Wir Mädel singen
Wir Mädel singen war das Liederbuch des Bundes Deutscher Mädel im nationalsozialistischen Deutschland. Herausgeber war die Reichsjugendführung. Es wurde erstmals im Jahr 1936 herausgegeben. Es erschien in den folgenden Jahren in weiteren, revidierten Ausgaben. In ihm wurden neben unverfänglicherem Volksliedgut auch viele nationalistische und rassistische Lieder abgedruckt. Im Vorwort der zweiten erweiterten Ausgabe von 1938 wird z. B. unmissverständlich betont, dass alle Lieder der nationalsozialistischen Weltanschauung dienen sollen:

„Unser Lied kündet von unserer Weltanschauung: das politische Lied an der Fahne ebenso wie die fröhliche Weise oder ein Spruch beim Essen – sie formen unseren Tageslauf, sie sind Ausdruck unseres Wesens.“

Das Buch ist nach Themenbereichen wie Fahrt und Rast, Aus allen Gauen, Volk und Land, Arbeit und Stand oder Jahreslauf gegliedert. Jedem Themenabschnitt sind Zitate von Dichtern und NS-Größen wie Baldur von Schirach, Gerhard Tannenberg oder Adolf Hitler selber vorangestellt. 
Die nationalsozialistische Ausrichtung des Buches wird schon durch den Abschnitt „30. Januar – Tag der Deutschen Revolution“ mit einem Zitat Adolf Hitlers, das den Tag der nationalsozialistischen Machtergreifung im Jahr 1933 feiert, deutlich. Die folgenden Lieder wie z. B. Wach auf, du deutsches Reich, Herz der Völker, Vaterland, Nun laßt die Fahnen fliegen oder Im einigen Reich sind dann textlich exakt auf die nationalsozialistische Hetzpropaganda abgestimmt. 
Das Buch wurde im Taschenbuchformat herausgegeben und eignete sich mit seinen ca. 200 Seiten gut zur Unterbringung in Tasche oder Rucksack. 